# Copa Mundial de Fútbol Sub-17 de 2003
La Copa Mundial Sub-17 de la FIFA Finlandia 2003 (en inglés: FIFA U-17 World Cup Finland 2003) fue la X edición de la Copa Mundial de Fútbol Sub-17. Esta versión del torneo se realizó en Finlandia, entre 13 y 30 de agosto de 2003.
Este campeonato mundial fue ganado por Brasil, que derrotó en la final a España por 1:0.

## Sedes
| Finlandia         | Finlandia                    | Finlandia         |
| ----------------- | ---------------------------- | ----------------- |
| Helsinki          | Helsinki Lathi Turku Tampere | Lathi             |
| Estadio Töölö     | Helsinki Lathi Turku Tampere | Estadio Lahden    |
| Capacidad: 10,700 | Helsinki Lathi Turku Tampere | Capacidad: 14,500 |
|                   | Helsinki Lathi Turku Tampere |                   |
| Turku             | Helsinki Lathi Turku Tampere | Tampere           |
| Turku Stadium     | Helsinki Lathi Turku Tampere | Estadio Ratina    |
| Capacidad: 10,000 | Helsinki Lathi Turku Tampere | Capacidad: 17,000 |
|                   | Helsinki Lathi Turku Tampere |                   |

## Equipos participantes
En cursiva, los equipos debutantes en la Copa Mundial de Fútbol Sub-17.
| Clasificatorias | Clasificatorias | Clasificatorias | Clasificatorias | Clasificatorias | Clasificatorias |
| --------------- | --------------- | --------------- | --------------- | --------------- | --------------- |
| AFC             | CAF             | Concacaf        | Conmebol        | OFC             | UEFA            |

| Equipos participantes | Equipos participantes | Equipos participantes | Equipos participantes | Equipos participantes |
| --------------------- | --------------------- | --------------------- | --------------------- | --------------------- |
| Argentina             | Colombia              | España                | Nigeria               |                       |
| Australia             | Corea del Sur         | Estados Unidos        | Portugal              |                       |
| Brasil                | Costa Rica            | Finlandia             | Sierra Leona          |                       |
| Camerún               | China                 | México                | Yemen                 |                       |

## Resultados
Los horarios corresponden a la hora de Finlandia (UTC+3)

### Primera fase

#### Grupo A
| Equipo    | Pts | PJ | PG | PE | PP | GF | GC | Dif |
| --------- | --- | -- | -- | -- | -- | -- | -- | --- |
| Colombia  | 7   | 3  | 2  | 1  | 0  | 11 | 2  | 9   |
| México    | 5   | 3  | 1  | 2  | 0  | 5  | 3  | 2   |
| Finlandia | 3   | 3  | 1  | 0  | 2  | 3  | 12 | -9  |
| China     | 1   | 3  | 0  | 1  | 2  | 5  | 7  | -2  |

| 13 de agosto de 2003, 17:00 | Finlandia                 | 2:1 (1:1) | China    | Estadio Töölö, Helsinki                                |                                                        |
|                             | Parikka 6' · Petrescu 64' | Reporte   | Jiang 4' | Asistencia: 8.344 espectadores Árbitro(s): Heber Lopes | Asistencia: 8.344 espectadores Árbitro(s): Heber Lopes |

| 13 de agosto de 2003, 20:00 | México | 0:0     | Colombia | Estadio Töölö, Helsinki                                   |                                                           |
|                             |        | Reporte |          | Asistencia: 3.500 espectadores Árbitro(s): Martin Hansson | Asistencia: 3.500 espectadores Árbitro(s): Martin Hansson |

| 16 de agosto de 2003, 17:00 | China    | 1:2 (0:0) | Colombia                          | Estadio Töölö, Helsinki                                  |                                                          |
|                             | Wang 67' | Reporte   | Guarín 73' (pen.) · Hernández 80' | Asistencia: 4.100 espectadores Árbitro(s): Richard Piper | Asistencia: 4.100 espectadores Árbitro(s): Richard Piper |

| 16 de agosto de 2003, 20:00 | Finlandia | 0:2 (0:1) | México                 | Estadio Töölö, Helsinki                                    |                                                            |
|                             |           | Reporte   | Ceja 39' · Herrera 51' | Asistencia: 10.176 espectadores Árbitro(s): Eric Braamhaar | Asistencia: 10.176 espectadores Árbitro(s): Eric Braamhaar |

| 19 de agosto de 2003, 20:00 | China                    | 3:3 (1:0) | México                                 | Estadio Töölö, Helsinki                                 |                                                         |
|                             | Wang 35' · Jiang 61' 81' | Reporte   | Flores 51' · Mariaca 73' · Murguia 78' | Asistencia: 4.500 espectadores Árbitro(s): Jerome Damon | Asistencia: 4.500 espectadores Árbitro(s): Jerome Damon |

| 19 de agosto de 2003, 20:00                                                  | Colombia                                                                    | 9:1 (3:1) | Finlandia    | Estadio Töölö, Helsinki                                      |                                                              |
|                                                                              | Hidalgo 16' 32' (pen.) 50' 61' · Ramos 36' 68' 71' · Guarín 63' · Núñez 74' | Reporte   | Petrescu 41' | Asistencia: 10.200 espectadores Árbitro(s): Gabriel Brazenas | Asistencia: 10.200 espectadores Árbitro(s): Gabriel Brazenas |
| Colombia ostenta el récord de más goles en una Copa Mundial de Fútbol Sub-17 |                                                                             |           |              |                                                              |                                                              |

#### Grupo B
| Equipo     | Pts | PJ | PG | PE | PP | GF | GC | Dif |
| ---------- | --- | -- | -- | -- | -- | -- | -- | --- |
| Argentina  | 9   | 3  | 3  | 0  | 0  | 5  | 0  | 5   |
| Costa Rica | 4   | 3  | 1  | 1  | 1  | 3  | 3  | 0   |
| Nigeria    | 4   | 3  | 1  | 1  | 1  | 3  | 3  | 0   |
| Australia  | 0   | 3  | 0  | 0  | 3  | 1  | 6  | -5  |

| 18 de agosto de 2003, 17:30 | Argentina              | 2:0 (1:0) | Australia | Turku Stadium, Turku                                      |                                                           |
|                             | Garay 6' · Colzera 69' | Reporte   |           | Asistencia: 4.124 espectadores Árbitro(s): Eric Braamhaar | Asistencia: 4.124 espectadores Árbitro(s): Eric Braamhaar |

| 18 de agosto de 2003, 20:00 | Costa Rica | 1:1 (0:1) | Nigeria | Turku Stadium, Turku                                     |                                                          |
|                             | Arias 83'  | Reporte   | Bala 9' | Asistencia: 4.292 espectadores Árbitro(s): Leone Kakaroi | Asistencia: 4.292 espectadores Árbitro(s): Leone Kakaroi |

| 21 de agosto de 2003, 15:00 | Australia  | 1:2 (1:0) | Nigeria              | Turku Stadium, Turku                                   |                                                        |
|                             | Girardi 2' | Reporte   | Mikel 73' · Bala 84' | Asistencia: 5.502 espectadores Árbitro(s): Heber Lopes | Asistencia: 5.502 espectadores Árbitro(s): Heber Lopes |

| 21 de agosto de 2003, 17:30 | Argentina       | 2:0 (0:0) | Costa Rica | Turku Stadium, Turku                                    |                                                         |
|                             | Peirone 84' 90' | Reporte   |            | Asistencia: 5.462 espectadores Árbitro(s): Jerome Damon | Asistencia: 5.462 espectadores Árbitro(s): Jerome Damon |

| 24 de agosto de 2003, 17:30 | Nigeria | 0:1 (0:0) | Argentina   | Turku Stadium, Turku                                      |                                                           |
|                             |         | Reporte   | Faurlin 59' | Asistencia: 6.104 espectadores Árbitro(s): Martin Hansson | Asistencia: 6.104 espectadores Árbitro(s): Martin Hansson |

| 24 de agosto de 2003, 20:00 | Australia | 0:2 (0:0) | Costa Rica                         | Turku Stadium, Turku                                        |                                                             |
|                             |           | Reporte   | Rodríguez 62' (pen.) · Salazar 75' | Asistencia: 5.424 espectadores Árbitro(s): Khalil Al Ghamdi | Asistencia: 5.424 espectadores Árbitro(s): Khalil Al Ghamdi |

#### Grupo C
| Equipo   | Pts | PJ | PG | PE | PP | GF | GC | Dif |
| -------- | --- | -- | -- | -- | -- | -- | -- | --- |
| Brasil   | 7   | 3  | 2  | 1  | 0  | 9  | 1  | 8   |
| Portugal | 4   | 3  | 1  | 1  | 1  | 9  | 13 | -4  |
| Camerún  | 3   | 3  | 0  | 3  | 0  | 7  | 7  | 0   |
| Yemen    | 1   | 3  | 0  | 1  | 2  | 4  | 8  | -4  |

| 18 de agosto de 2003, 17:30 | Yemen                                            | 3:4 (2:0) | Portugal                                                   | Ratina Stadium, Tampere                                    |                                                            |
|                             | Al Badani 31' · Sharyan 45+2' · Sousa 77' (a.g.) | Reporte   | Sousa 56' · Curto 68' · Fernandes 80' · Al Safi 82' (a.g.) | Asistencia: 6.400 espectadores Árbitro(s): Ravshan Irmatov | Asistencia: 6.400 espectadores Árbitro(s): Ravshan Irmatov |

| 18 de agosto de 2003, 20:00 | Camerún   | 1:1 (1:1) | Brasil    | Ratina Stadium, Tampere                                    |                                                            |
|                             | Mawaye 5' | Reporte   | Abuda 38' | Asistencia: 8.250 espectadores Árbitro(s): Marco Rodríguez | Asistencia: 8.250 espectadores Árbitro(s): Marco Rodríguez |

| 21 de agosto de 2003, 15:00 | Portugal | 0:5 (0:1) | Brasil                                                              | Ratina Stadium, Tampere                                      |                                                              |
|                             |          | Reporte   | Leo 20' · Abuda 52' · Ederson 68' (pen.) · Evandro 77' · Thyago 86' | Asistencia: 10.190 espectadores Árbitro(s): Gabriel Brazenas | Asistencia: 10.190 espectadores Árbitro(s): Gabriel Brazenas |

| 21 de agosto de 2003, 17:30 | Yemen       | 1:1 (0:0) | Camerún    | Ratina Stadium, Tampere                                 |                                                         |
|                             | Juaim 90+2' | Reporte   | Mawaye 74' | Asistencia: 6.855 espectadores Árbitro(s): Eddy Maillet | Asistencia: 6.855 espectadores Árbitro(s): Eddy Maillet |

| 24 de agosto de 2003, 17:30 | Brasil                       | 3:0 (2:0) | Yemen | Ratina Stadium, Tampere                                    |                                                            |
|                             | Evandro 28' 32' · Arouca 86' | Reporte   |       | Asistencia: 5.896 espectadores Árbitro(s): Marco Rodríguez | Asistencia: 5.896 espectadores Árbitro(s): Marco Rodríguez |

| 24 de agosto de 2003, 20:00 | Portugal                                     | 5:5 (4:0) | Camerún                                                    | Ratina Stadium, Tampere                                   |                                                           |
|                             | Vieirinha 21' · Curto 36' 43' 44' · Gama 52' | Reporte   | Costa 70' (a.g.) · N'Gal 74' 76' · Nguemo 88' · Mbia 90+4' | Asistencia: 4.723 espectadores Árbitro(s): Eric Braamhaar | Asistencia: 4.723 espectadores Árbitro(s): Eric Braamhaar |

#### Grupo D
| Equipo         | Pts | PJ | PG | PE | PP | GF | GC | Dif |
| -------------- | --- | -- | -- | -- | -- | -- | -- | --- |
| España         | 7   | 3  | 2  | 1  | 0  | 8  | 5  | 3   |
| Estados Unidos | 6   | 3  | 2  | 0  | 1  | 8  | 4  | 4   |
| Corea del Sur  | 3   | 3  | 1  | 0  | 2  | 6  | 11 | -5  |
| Sierra Leona   | 1   | 3  | 0  | 1  | 2  | 6  | 8  | -2  |

| 14 de agosto de 2003, 17:30 | Corea del Sur    | 1:6 (1:2) | Estados Unidos                                                  | Lahti Stadium, Lahti                                    |                                                         |
|                             | Owens 11' (a.g.) | Reporte   | Adu 16' 89' 90+2' (pen.) · Owens 26' · Watson 54' · Curfman 75' | Asistencia: 3.240 espectadores Árbitro(s): Eddy Maillet | Asistencia: 3.240 espectadores Árbitro(s): Eddy Maillet |

| 14 de agosto de 2003, 20:00 | España                            | 3:3 (2:2) | Sierra Leona                    | Lahti Stadium, Lahti                                        |                                                             |
|                             | David 8' · Sisi 15' · Xisco 90+6' | Reporte   | Barlay 34' 73' · Ruz 36' (a.g.) | Asistencia: 3.150 espectadores Árbitro(s): Khalil Al Ghamdi | Asistencia: 3.150 espectadores Árbitro(s): Khalil Al Ghamdi |

| 17 de agosto de 2003, 15:00 | Estados Unidos                | 2:1 (1:1) | Sierra Leona | Lahti Stadium, Lahti                                       |                                                            |
|                             | González 45' (pen.) · Adu 89' | Reporte   | Sesay 32'    | Asistencia: 4.950 espectadores Árbitro(s): Ravshan Irmatov | Asistencia: 4.950 espectadores Árbitro(s): Ravshan Irmatov |

| 17 de agosto de 2003, 17:30 | Corea del Sur                           | 2:3 (1:0) | España            | Lahti Stadium, Lahti                                       |                                                            |
|                             | Yang Dong-Hyun 45' · Sánchez 59' (a.g.) | Reporte   | Silva 65' 73' 76' | Asistencia: 3.470 espectadores Árbitro(s): Marco Rodríguez | Asistencia: 3.470 espectadores Árbitro(s): Marco Rodríguez |

| 20 de agosto de 2003, 17:30 | Sierra Leona    | 2:3 (1:1) | Corea del Sur                                            | Lahti Stadium, Lahti                                     |                                                          |
|                             | Metzger 36' 51' | Reporte   | Han Dong-Won 28' · Yang Dong-Hyun 74' · Lee Yong-Rae 78' | Asistencia: 2.475 espectadores Árbitro(s): Leone Rakaroi | Asistencia: 2.475 espectadores Árbitro(s): Leone Rakaroi |

| 20 de agosto de 2003, 17:00 | Estados Unidos | 0:2 (0:1) | España                    | Lahti Stadium, Lahti                                   |                                                        |
|                             |                | Reporte   | Jurado 11' · Fàbregas 70' | Asistencia: 3.825 espectadores Árbitro(s): Heber Lopes | Asistencia: 3.825 espectadores Árbitro(s): Heber Lopes |

### Segunda fase
|  | Cuartos de final       | Cuartos de final       |                        |                  | Semifinales  | Semifinales  |  |  | Final                  | Final |
|  |                        |                        |                        |                  |              |              |  |  |                        |       |
|  | Helsinki, 23 de agosto |                        |                        |                  |              |              |  |  |                        |       |
|  |                        |                        |                        |                  |              |              |  |  |                        |       |
|  | Colombia               | 2                      |                        |                  |              |              |  |  |                        |       |
|  | Colombia               | 2                      | Tampere, 27 de agosto  |                  |              |              |  |  |                        |       |
|  | Costa Rica             | 0                      |                        |                  |              |              |  |  |                        |       |
|  | Costa Rica             | 0                      | Colombia               | 0                |              |              |  |  |                        |       |
|  | Turku, 24 de agosto    |                        | Colombia               | 0                |              |              |  |  |                        |       |
|  |                        | Brasil                 | 2                      |                  |              |              |  |  |                        |       |
|  | Brasil                 | Brasil                 | 2                      | 3                |              |              |  |  |                        |       |
|  | Brasil                 |                        | Helsinki, 30 de agosto | 3                |              |              |  |  |                        |       |
|  | Estados Unidos         | 0                      |                        |                  |              |              |  |  |                        |       |
|  | Estados Unidos         | 0                      | Brasil                 | 1                |              |              |  |  |                        |       |
|  | Lahti, 23 de agosto    |                        | Brasil                 | 1                |              |              |  |  |                        |       |
|  |                        | España                 | 0                      |                  |              |              |  |  |                        |       |
|  | Argentina              | España                 | 0                      | 2                |              |              |  |  |                        |       |
|  | Argentina              | Helsinki, 27 de agosto |                        | 2                |              |              |  |  |                        |       |
|  | México                 | 0                      |                        |                  |              |              |  |  |                        |       |
|  | México                 | 0                      | Argentina              | 2                | Tercer lugar | Tercer lugar |  |  |                        |       |
|  | Tampere, 24 de agosto  |                        | Argentina              | 2                |              |              |  |  |                        |       |
|  |                        | España (pró.)          | 3                      |                  |              |              |  |  |                        |       |
|  | España                 | España (pró.)          | 3                      | 5                | Colombia     | 1 (4)        |  |  |                        |       |
|  | España                 |                        |                        | 5                | Colombia     | 1 (4)        |  |  |                        |       |
|  | Portugal               | 2                      |                        | Argentina (pen.) | 1 (5)        |              |  |  |                        |       |
|  | Portugal               | 2                      |                        |                  | 1 (5)        |              |  |  |                        |       |
|  |                        |                        |                        |                  |              |              |  |  | Helsinki, 30 de agosto |       |
|  |                        |                        |                        |                  |              |              |  |  |                        |       |

#### Cuartos de final
| 23 de agosto de 2003 | Colombia         | 2:0 (2:0) | Costa Rica | Estadio Töölö, Helsinki                                 |                                                         |
| 14:00                | Otálvaro 25' 43' | Reporte   |            | Asistencia: 2.340 espectadores Árbitro(s): Eddy Maillet | Asistencia: 2.340 espectadores Árbitro(s): Eddy Maillet |

| 23 de agosto de 2003 | Argentina                 | 2:0 (2:0) | México | Lahti Stadium, Lahti                                      |                                                           |
| 18:00                | Cardozo 34' · Peirone 45' | Reporte   |        | Asistencia: 5.030 espectadores Árbitro(s): Eric Braamhaar | Asistencia: 5.030 espectadores Árbitro(s): Eric Braamhaar |

| 24 de agosto de 2003 | Brasil                                   | 3:0 (1:0) | Estados Unidos | Turku Stadium, Turku                                      |                                                           |
| 14:00                | Leonardo 18' · Ederson 61' · Evandro 64' | Reporte   |                | Asistencia: 6.150 espectadores Árbitro(s): Martin Hansson | Asistencia: 6.150 espectadores Árbitro(s): Martin Hansson |

| 24 de agosto de 2003 | España                                                           | 5:2 (2:1) | Portugal                        | Ratina Stadium, Tampere                                     |                                                             |
| 18:00                | Sánchez 28' · Fàbregas 42' 78' · Xisco 50' · Jurado 90+4' (pen.) | Reporte   | Manuel Curto 3' · Vieirinha 87' | Asistencia: 5.387 espectadores Árbitro(s): Gabriel Brazenas | Asistencia: 5.387 espectadores Árbitro(s): Gabriel Brazenas |

#### Semifinales
| 27 de agosto de 2003 | Colombia | 0:2 (0:1) | Brasil        | Ratina Stadium, Tampere                                    |                                                            |
| 17:00                |          | Reporte   | Abuda 16' 72' | Asistencia: 7.675 espectadores Árbitro(s): Marco Rodríguez | Asistencia: 7.675 espectadores Árbitro(s): Marco Rodríguez |

| 27 de agosto de 2003 | Argentina             | 2:3 (2:0, 2:2) (t. s.) | España                         | Estadio Töölö, Helsinki                                   |                                                           |
| 20:00                | Biglia 4' · Garay 31' | Reporte                | Fàbregas 48' 119' · Jurado 53' | Asistencia: 5.030 espectadores Árbitro(s): Martin Hansson | Asistencia: 5.030 espectadores Árbitro(s): Martin Hansson |

#### Tercer lugar
| 30 de agosto de 2003 | Colombia                                             | 1:1 (0:1, 1:1) (t. s.)(4:5 p.) | Argentina                                            | Estadio Töölö, Helsinki                                 |                                                         |
| 13:00                | Hidalgo 53' (pen.)                                   | Reporte                        | Lagos 4'                                             | Asistencia: 6.400 espectadores Árbitro(s): Eddy Maillet | Asistencia: 6.400 espectadores Árbitro(s): Eddy Maillet |
|                      |                                                      | Tiros desde el punto penal     |                                                      |                                                         |                                                         |
|                      | Hidalgo · Otalvaro · Guarín · Núñez · Movil · Vargas |                                | Garay · Formica · Faurlín · Colzera · Díaz · Hassell |                                                         |                                                         |

#### Final
| 30 de agosto de 2003 | Brasil      | 1:0 (1:0) | España | Estadio Töölö, Helsinki                                    |                                                            |
| 16:00                | Leonardo 7' | Reporte   |        | Asistencia: 10.452 espectadores Árbitro(s): Eric Braamhaar | Asistencia: 10.452 espectadores Árbitro(s): Eric Braamhaar |

|                            |
| Bandera de Brasil          |
| Campeón Brasil 3.er título |

## Estadísticas

### Tabla general
| Equipo | Equipo         | Pts | PJ | PG | PE | PP | GF | GC | Dif |
| ------ | -------------- | --- | -- | -- | -- | -- | -- | -- | --- |
| 1      | Brasil         | 16  | 6  | 5  | 1  | 0  | 15 | 1  | +14 |
| 2      | España         | 13  | 6  | 4  | 1  | 1  | 16 | 10 | +6  |
| 3      | Argentina      | 13  | 6  | 4  | 1  | 1  | 10 | 4  | +6  |
| 4      | Colombia       | 11  | 6  | 3  | 2  | 1  | 14 | 5  | +9  |
| 5      | Estados Unidos | 6   | 4  | 2  | 0  | 2  | 8  | 7  | +1  |
| 6      | México         | 5   | 4  | 1  | 2  | 1  | 5  | 5  | 0   |
| 7      | Costa Rica     | 4   | 4  | 1  | 1  | 2  | 3  | 5  | -2  |
| 8      | Portugal       | 4   | 4  | 1  | 1  | 2  | 11 | 18 | -7  |
| 9      | Nigeria        | 4   | 3  | 1  | 1  | 1  | 3  | 3  | 0   |
| 10     | Camerún        | 3   | 3  | 1  | 0  | 2  | 7  | 7  | 0   |
| 11     | Corea del Sur  | 3   | 3  | 1  | 0  | 2  | 6  | 11 | -5  |
| 12     | Finlandia      | 3   | 3  | 1  | 0  | 2  | 3  | 12 | -9  |
| 13     | Sierra Leona   | 1   | 3  | 0  | 1  | 2  | 6  | 8  | -2  |
| 14     | China          | 1   | 3  | 0  | 1  | 2  | 5  | 7  | -2  |
| 15     | Yemen          | 1   | 3  | 0  | 1  | 2  | 4  | 8  | -4  |
| 16     | Australia      | 0   | 3  | 0  | 0  | 3  | 1  | 6  | -5  |

### Goleadores
| Jugador               | Selección      | Goles |
| --------------------- | -------------- | ----- |
| Cesc Fàbregas         | España         | 5     |
| Carlos Daniel Hidalgo | Colombia       | 5     |
| Manuel Curto          | Portugal       | 5     |
| Evandro Roncatto      | Brasil         | 4     |
| Freddy Adu            | Estados Unidos | 4     |
| Abuda                 | Brasil         | 4     |
| Hernán Peirone        | Argentina      | 3     |
| José Manuel Jurado    | España         | 3     |
| David Silva           | España         | 3     |
| Chen Jiang            | China          | 3     |
| Adrián Ramos          | Colombia       | 3     |